# Апостольский нунций в Ирландии
Апостольский нунций в Республике Ирландии — дипломатический представитель Святого Престола в Ирландии. Данный дипломатический пост занимает церковно-дипломатический представитель Ватикана в ранге посла. Как правило, в Ирландии апостольский нунций является дуайеном дипломатического корпуса, так как Ирландия — католическая страна. Апостольская нунциатура в Ирландии была учреждена на постоянной основе в 1929 году, после подписания Латеранских соглашений. Её штаб-квартира находится в Дублине, на Наван Роад.
В настоящее время Апостольским нунцием в Ирландии является архиепископ Луис Мариано Монтемайор, назначенный Папой Франциском с 25 февраля 2023 года.

## История
Апостольская нунциатура в Ирландии, в качестве постоянной нунциатуры, была учреждена в 1929 году, после подписания Латеранских соглашений и установления дипломатических отношений между Святым Престолом и Ирландским Свободным государством — доминионом Великобритании.
В 2000-х годах отношения между Ирландией и Святым Престолом обострились в связи со скандалами вокруг сексуальных домогательств в католической церкви.
В 2009 году в Ирландии был опубликован доклад, на основании которого сексуальная эксплуатация детей инкриминировалась 46 священникам. Эпизоды касались периода с 1975 по 2004 год, причём мальчики становились жертвами в два раза чаще девочек. Всего от священников в Ирландии за этот период пострадало до 2000 детей. Скандал усугубился информацией, согласно которой местное руководство церкви (четыре архиепископа, включая кардинала Шона Брэди) знало о преступниках, но покрывало их. Папа Римский Бенедикт признал скандал и извинился перед жертвами своих подопечных.
25 июля 2011 года Апостольский нунций архиепископ Джузеппе Леанца был отозван в Государственный секретариат Святого Престола «для консультаций» в знак, среди прочего, "удивления и разочарования в определённых чрезмерных реакциях».
В результате всех этих скандалов Ирландия закрыло своё посольство при Святом Престоле, сославшись на сокращение государственных расходов: 3 ноября 2011 года в заместитель премьер-министра и министр иностранных дел Ирландии, Имон Гилмор заявил, что Ирландия закроет своё посольство в Ватикане, вместе с посольством в Тегеране и представительством в Восточном Тиморе, и что ирландский посол при Святом Престоле будет находиться не в Риме, а в Ирландии.

## Апостольские нунции в Ирландии
- Паскаль Робинсон (27 ноября 1929 — 27 августа 1948, умер в должности);
- Этторе Феличи (2 сентября 1949 — 9 мая 1951, умер в должности);
- Джеральд Патрик Алоизиус О’Хара (27 ноября 1951 — 8 июня 1954 — назначен апостольским делегатом в Великобритании);
- Альбер Лёвами (16 июня 1954 — 5 декабря 1958, умер в должности);
- Антонио Рибери (19 февраля 1959 — 28 апреля 1962 — назначен апостольским нунцием в Испании);
- Джузеппе Сенси (10 мая 1962 — 8 июля 1967 — назначен апостольским нунцием в Португалии);
- Джозеф Фрэнсис Макджо (8 июля 1967 — март 1969, в отставке);
- Гаэтано Алибранди (19 апреля 1969 — 1989, в отставке);
- Эмануэле Герада (4 февраля 1989 — 17 октября 1995, в отставке);
- Лучано Стореро (15 ноября 1995 — 1 октября 2000, умер в должности);
- Джузеппе Ладзаротто (11 ноября 2000 — 22 декабря 2007 — назначен апостольским нунцием в Австралии);
- Джузеппе Леанца (22 февраля 2008 — 15 сентября 2011 — назначен апостольским нунцием в Чехии);
- Чарльз Джон Браун (26 ноября 2011 — 9 марта 2017 — назначен апостольским нунцием в Албании);
- Иуда Фаддей Около (13 мая 2017 — 1 мая 2022 — назначен апостольским нунцием в Чехии);
- Луис Мариано Монтемайор (25 февраля 2023 — по настоящее время).